# Бумага (интернет-издание)
«Бумага» — русскоязычное интернет-СМИ, основанное в 2012 году в Санкт-Петербурге. Многие сотрудники «Бумаги» живут в Тбилиси. Издание освещает как новости города, так и крупные события федерального масштаба.

## История
Газета «Бумага» была основана в 2012 году группой выпускников СПбГУ. Команда состояла из бывших редакторов студенческой газеты «iUni», впоследствии закрытой. Постепенно штат сотрудников увеличился, а название было сокращено до «Бумага».
12 марта 2022 года, после российского вторжения на Украину, как и другие независимые издания, «Бумага» столкнулась с военной цензурой и блокировкой, так сайт издания был заблокирован на территории России.
В июле 2022 года «Бумага» запустили локальное медиа в Грузии — Paper Kartuli, а также подкасты на английском языке для аудитории за рубежом.
30 июня 2023 года Министерство юстиции Российской Федерации внесло «Бумагу» в реестр «иностранных агентов».

## Приложение PaperApp
Весной 2019 года редакция «Бумаги» запустила мобильное приложение PaperApp для создания привязанных к карте заметок об интересных местах и заведениях. Точки с заметками могут создавать как журналисты издания, так и простые пользователи — читатели. Заметки можно иллюстрировать фотографиями и организовывать в тематические списки. На данный момент большинство заметок относится к местам Петербурга, однако функционал приложения позволяет создавать их в любой точке мира. Приложение для iOS доступно в App Store, разработка аналога для Android началась летом 2020 года.

## Популярность
По данным мониторинговой компании «Медиалогия», по итогам 2020 года «Бумага» была 25-м по цитируемости местным СМИ в Санкт-Петербурге.
В мае 2018 года издание находилось на 30-м месте среди российских новостных веб-сайтов по цитируемости на социальных медиаресурсах.
По состоянию на март 2022 года аудитория издания составляла 2 млн уникальных читателей в месяц.

## Награды
- В июне 2019 года журналист издания «Бумага» Евгений Антонов	получил ежемесячную журналистскую премию «Редколлегия» за статью «Как петербуржцы доказывают, что им подбросили наркотики? Три истории о задержаниях, судах и проблемах законодательства»[10].